# Edward Abeles
Edward Abeles (Saint Louis, 4 novembre 1869 – New York, 10 luglio 1919) è stato un attore statunitense.
La sua carriera cinematografica si svolge tra il 1914 e il 1918; in questi quattro anni, appare - quasi sempre in ruoli da protagonista - in otto film. Muore prematuramente a 49 anni, nel 1919, a causa di una polmonite. Abeles appartiene al gruppo di personaggi che crea nel 1916 la Famous Players-Lasky Corporation, casa di produzione statunitense. 

## Filmografia
- Brewster's Millions, regia di Oscar Apfel e Cecil B. DeMille (1914)
- The Making of Bobby Burnit, regia di Oscar Apfel (1914)
- Ready Money, regia di Oscar Apfel (1914)
- The Million, regia di T.N. Heffron (Thomas N. Heffron) (1914)
- After Five, regia di Oscar Apfel e Cecil B. DeMille (1915)
- The Lone Wolf, regia di Herbert Brenon (1917)
- Opportunity, regia di John H. Collins (1918)
- The House of Mirth, regia di Albert Capellani 1918